# Alain Lascoux
Alain Lascoux, né le 17 octobre 1944 à Souillac et mort le 20 octobre 2013 à Thiais, est un mathématicien français.

## Biographie et travaux
Élève de l'École polytechnique (promotion X64), il obtient son doctorat en 1977 à l'université Paris-Diderot. Sorti de l'École polytechnique en 1966, il entre directement au CNRS, où il termine sa carrière comme directeur de recherches au CNRS à l'université Paris-Est Marne-la-Vallée et professeur à l'université de Nankai.
Il travaille d'abord en géométrie algébrique, sous la tutelle d'Alexandre Grothendieck et de Jean-Louis Verdier, avant de rencontrer Marcel-Paul Schützenberger avec lequel il forme un binôme durant plusieurs années. Leurs travaux sur les tableaux de Young et les fonctions symétriques les conduisent à créer ce qui devient une école française de renommée internationale dans le domaine de la combinatoire algébrique. Leur théorie du monoïde plaxique est notamment exposée dans un chapitre, rédigé par Alain Lascoux, Bernard Leclerc et Jean-Yves Thibon, du volume collectif Algebraic Combinatorics on Words et en constitue un exposé introductif.
Les recherches d'Alain Lascoux portent plus particulièrement sur les liens entre algèbre, géométrie et combinatoire, en particulier sur les algèbres de Hecke et les tableaux de Young. Il entretient une collaboration au long cours avec Marcel-Paul Schützenberger sur les propriétés du groupe symétrique, qui a eu un impact très important en combinatoire algébrique. Un de leurs buts était de comprendre de façon combinatoire des questions algébriques et géométriques. Pour cela, ils introduisent de nouveaux objets qui établissent des ponts entre les deux domaines, tels que les polynômes de Schubert et les polynômes de Grothendieck.
Alain Lascoux a été invité au Congrès international des mathématiciens de 1998 à Berlin (Allemagne).
Alain Lascoux est l'un des fondateurs du laboratoire d'informatique Gaspard Monge de l'université Paris-Est Marne-la-Vallée (UPEM). À la création de cette université, il y transporte l'activité du groupe qu'il avait rassemblé à l'université Paris 7 sous le nom de « phalanstère de combinatoire algébrique ». Ce groupe continue à développer la combinatoire algébrique ainsi que son versant plus appliqué des bibliothèques de calcul sur diverses structures
algébriques (notamment l'environnement Algebraic Combinatorics Environment).
Engagé socialement, il œuvre pour l’entrée des femmes dans la recherche et accueille des mathématiciens dissidents ou victimes de persécutions. Il est un des cofondateurs du Collectif amiante de Jussieu et du Collectif maladies professionnelles.